# Park Narodowy Divjakë-Karavasta
Park Narodowy Divjakë-Karavasta (alb. Parku Kombëtar Divjakë-Karavasta) – park narodowy położony na zachodzie Albanii nad Morzem Adriatyckim. Zróżnicowanie ekosystemów (tereny podmokłe i zalewowe, słone bagna, łąki przybrzeżne, lasy, ujścia rzek), flory i fauny (zwłaszcza ornitofauny) czynią go obszarem o wielkich walorach przyrodniczych. Został uznany za ostoję ptaków i ważny obszar roślinny (Important Plant Area, IPA).

## Położenie i geografia

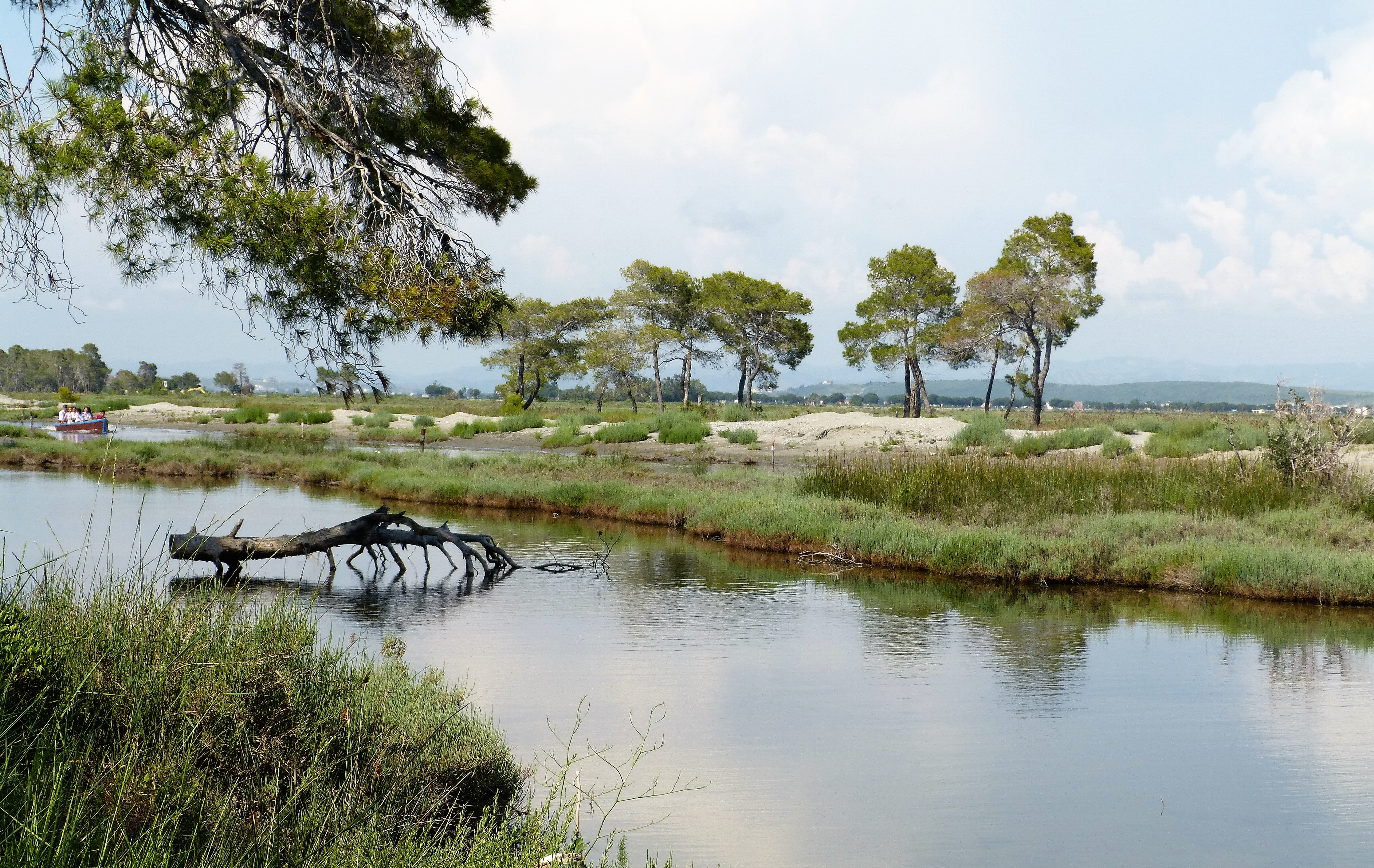
Laguna Karavasta

Park Narodowy Divjakë-Karavasta znajduje się 90 km od Tirany. Graniczy z rzeką Shkumbin na północy, wzgórzami Divjakë na wschodzie, kanałem Myzeqe i rzeką Seman na południu oraz Morzem Adriatyckim na zachodzie. Rozciąga się między 40° i 55° N oraz 19° i 29° E i leży głównie na terenie okręgu Fier. Obejmuje  obszar 222,3 km², z czego ok. 6408 ha przypada na pięć lagun. Największa z nich, laguna Karavasta, ma powierzchnię ok. 4330 ha, maksymalną głębokość 1,3-1,5 m i łączy się z morzem poprzez 3 kanały. Jest największym przybrzeżnym obszarem podmokłym w Albanii.
Płaskie i piaszczyste wybrzeże jest stale modyfikowane przez połączone siły osadów niesionych przez duże rzeki oraz erozję i akumulację prądów morskich. Między deltami rzek Shkumbin i Semani znajduje się najbardziej zróżnicowana mozaika naturalnych siedlisk przybrzeżnych. Na starych wydmach wzdłuż linii brzegowej rosną bogate lasy liściaste i sosnowe, natomiast równina przybrzeżna w głębi laguny Karavasta została w przeszłości prawie całkowicie osuszona dla celów rolniczych.

## Flora
Z fitogeograficznego punktu widzenia, park położony jest w prowincji illiryjskiej obszaru cyrkumborealnego Holoarktyki. Połączenie zróżnicowanej geologii, hydrologii i specyficznych warunków klimatycznych na terenie parku zadecydowało o znacznej różnorodności gatunków i siedlisk, z których wiele ma znaczenie dla ochrony przyrody w skali kraju.
Wydmy występują wzdłuż linii brzegowej morza, a także ujść rzek i lagun. Porastają je: rukwiel nadmorska (Cakile maritima), solanka kolczysta (Salsola kali), perz sitowy (Elymus farctus), piaskownica zwyczajna (Ammophila arenaria). Oprócz tego występują tu gatunki z rodzajów: żabieniec (Alisma), turzyca (Carex), cibora (Cyperus), wilczomlecz (Euphorbia), wąkrota (Hydrocotyle), sitniczka (Isolepis), sit (Juncus), zatrwian (Limonium), karbieniec (Lycopus), soliród (Salicornia)
Lasy w parku są zróżnicowane od iglastych po liściaste. W parku dominuje sosna, reprezentowana przez sosnę alepską (Pinus halepensis) i sosnę pinię (Pinus pinea). Z drzew liściastych występują m.in. jałowce, wierzby, dęby, olchy, wiązy i jesiony.
Krzewy reprezentowane są przez typowe gatunki śródziemnomorskie. Najczęściej spotykane są mirt zwyczajny (Myrtus communis), Erica manipuliflora, pistacja kleista (Pistacia lentiscus) i jałowiec kolczasty (Juniperus oxycedrus). W lesie można spotkać rośliny pnące takie jak kolcorośl szorstki Smilax aspera, bluszcz pospolity (Hedera helix), powojnik południowy (Clematis flammula). Na szczególną uwagę zasługują gatunki endemiczne, takie jak Aster albanicus (syn. Galatella albanica) i storczyk samczy (Orchis albanica, syn. Anacamptis morio subsp. caucasica), a także forma mieszańcowa Orchis × paparistoi (syn. Anacamptis × olida nothosubsp. paparistoi).

## Fauna
Różne typy siedlisk, dostępność wody, ukształtowanie terenu i klimat stworzyły dogodne warunki dla wielu gatunków fauny, zwłaszcza ptaków. Wspomina się m.in. o 230-250 gatunków ptaków (z czego 15 gatunków zagrożonych globalnie), 16 gatunków ssaków, 16 gatunków gadów.
Pospolicie występuje zając szarak (Lepus europaeus), ale na terenie rezerwatu można spotkać również sarnę europejską (Capreolus capreolus), borsuka europejskiego (Meles meles), łasicę pospolitą (Mustela nivalis), lisa rudego (Vulpes vulpes) i kunę domową (Martes foina), a także kilka gatunków nietoperzy, m.in. podkowca dużego (Rhinolophus ferrumequinum). Interesującym gatunkiem tu występującym jest wół domowy (Bubalus bubalis). Okazjonalnie obserwowano wydrę europejską (Lutra lutra).
Park zamieszkuje wiele gatunków ptaków wodnych, jak i związanych ze środowiskiem leśnym, m.in.: kulon zwyczajny (Burhinus oedicnemus), żwirowiec łąkowy (Glareola pratincola), sieweczka morska (Charadrius alexandrinus), czajka zwyczajna (Vanellus vanellus), kalandra szara (Melanocorypha calandra), pliszka czarnogłowa (M. flava feldegg), lelek zwyczajny (Caprimulgus europaeus), dzięcioł białoszyi (Dendrocopos syriacus), kania czarna (Milvus migrans), bączek zwyczajny (Ixobrychus minutus), bąk zwyczajny (Botaurus stellaris), szczudłak zwyczajny (Himantopus himantopus), brodziec piskliwy (Actitis hypoleucos), brodziec krwawodzioby (Tringa totanus), rybitwa krótkodzioba (Gelochelidon nilotica), rybitwa białoczelna (Sternula albifrons), rybitwa rzeczna (Sterna hirundo), mewa białogłowa (Larus cachinnans), cyranka zwyczajna (Spatula querquedula), krzyżówka (Anas platyrhynchos), ostrygojad zwyczajny (Haematopus ostralegus), łyska zwyczajna (Fulica atra), kokoszka zwyczajna (Gallinula chloropus), wodnik zwyczajny (Rallus aquaticus), perkoz dwuczuby (Podiceps cristatus), perkozek zwyczajny (Tachybaptus ruficollis). 

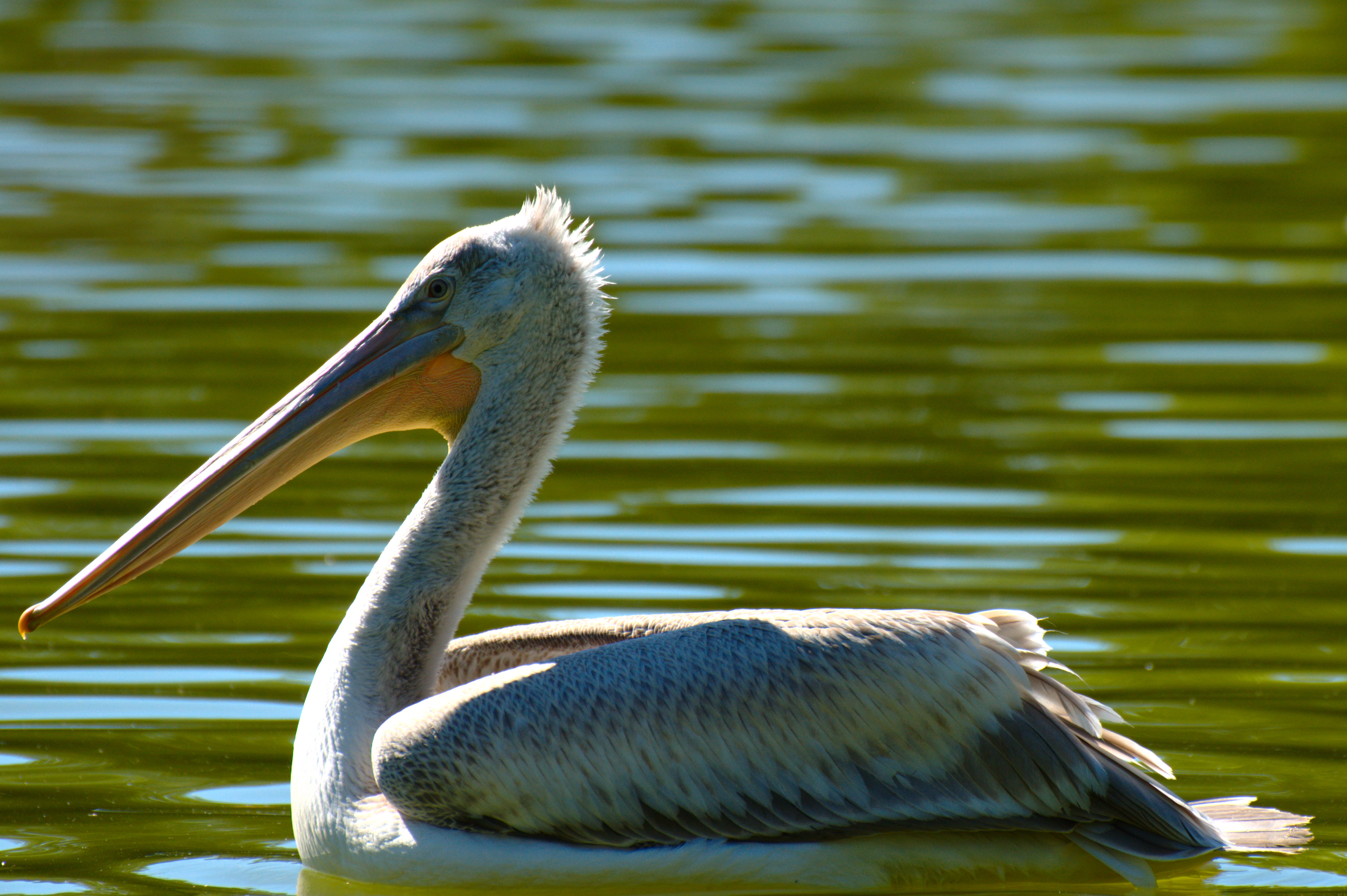
Pelikan kędzierzawy

Park jest domem dla 5% światowej populacji globalnie zagrożonego i niezwykle rzadkiego pelikana kędzierzawego (Pelecanus crispus). Występuje on endemicznie w lagunie Karavasta, która jest jedynym przybrzeżnym miejscem lęgowym tego gatunku wzdłuż Adriatyku i Morza Jońskiego. Teren parku jest ważnym miejscem lęgowym.
Gady i płazy są reprezentowane przez gatunki taki jak żółw błotny (Emys orbicularis), żółw grecki (Testudo hermanni), Elaphe quatuorlineata, żółtopuzik bałkański (Pseudopus apodus), traszka zwyczajna (Lissotriton vulgaris), salamandra plamista (Salamandra salamandra), rzekotka drzewna (Hyla arborea), kumak górski (Bombina variegata), ropucha szara (Bufo bufo), ropucha zielona (Bufotes viridis) czy żaba wodna (Pelophylax kl. esculentus).

## Status
Park powstał w 1966. 22 sierpnia 1994 albańska Rada Ministrów decyzją nr 413 uznała, że obszar Laguna Karavasta i Park Narodowy Divjaka zostaną wpisane na listę konwencji ramsarskiej. Decyzja 413 określa granice obszaru chronionego konwencją. Obejmuje on rezerwat łowiecki (sklasyfikowany jako obszar zarządzania siedliskami/gatunkami IUCN kategorii IV), obszar ścisłej ochrony flory i fauny (zarządzany przez Generalną Dyrekcję Lasów), Park Narodowy Lasu Sosnowego Divjaka, a także proponowane strefy ochrony pelikana kędzierzawego (Pelecanus crispus) oraz obszary tradycyjnego rybołówstwa i polowań publicznych.
19 października 2007 uchwałą rządu nr 687 powierzchnia parku została powiększona do obecnej (22230 ha).
Park jest na liście kandydatów do Emerald Network Sites zatwierdzonej w grudniu 2021.